# San Isidro (Conkal)
San Isidro es una localidad del municipio de Conkal en Yucatán, México.

## Toponimia
El nombre (San Isidro) hace referencia a Isidro Labrador.

## Demografía
Según el censo de 1980 realizado por el INEGI, la población de la localidad era de 28 habitantes, de los cuales 14 eran hombres y 14 mujeres.
| 10                          | 36 | 15 | 26 | 19 | 21 | 36 | ? | 28 |
| (Fuente: INEGI [Consultar]) |    |    |    |    |    |    |   |    |